# Samia Nkrumah
Samia Yaba Christina Nkrumah (sinh ngày 23 tháng 6 năm 1960)  là một chính trị gia Ghana và chủ tịch của Đảng Nhân dân Công ước (CPP). Trong cuộc bầu cử quốc hội năm 2008, bà đã giành được ghế bầu cử Jomoro  trong lần thử đầu tiên. Bà là con gái của Kwame Nkrumah, Tổng thống đầu tiên của Ghana.

## Tuổi thơ và giáo dục
Samia được sinh ra tại Aburi ở khu vực phía đông Ghana năm 1960. bà bị buộc rời khỏi Ghana cùng với mẹ và các anh em của mình vào ngày diễn ra cuộc đảo chính quân sự năm 1966 lật đổ Kwame Nkrumah. Gia đình được chính phủ Ai Cập tái định cư ở Ai Cập. bà trở về với gia đình vào năm 1975 theo lời mời của chính phủ Hội đồng Cứu trợ Quốc gia của Tướng Acheampong và theo học trường Achimota. Tuy nhiên, bà đã rời khỏi đất nước một lần nữa khi mẹ bà quyết định trở về Ai Cập vào đầu những năm 1980. Samia tiếp tục đến Luân Đôn, sau đó hoàn thành việc học tại Trường Nghiên cứu phương Đông và Châu Phi của Đại học London ở Vương quốc Anh, nơi bà có bằng Cử nhân Nghiên cứu tiếng Ả Rập năm 1991. Bà cũng đã hoàn thành bằng Thạc sĩ tại cùng một tổ chức tại 1993.

## Chính trị
bà trở thành người phụ nữ đầu tiên từng đứng đầu một đảng chính trị lớn ở Ghana. Chiến thắng của cô, cùng với ba thành viên nữ khác của đảng, được ca ngợi là đánh dấu sự phục hưng của CPP ốm yếu, và khẳng định truyền thống lâu đời của đảng là thúc đẩy quyền phụ nữ. Trong một bài viết về cô, có tựa đề "Mandela mới là phụ nữ", Huffington Post đã mô tả và phân tích tác động của bà đối với chính trị Ghana và châu Phi. Bà là một trong những người sáng lập của Châu Phi Phải đoàn kết, nhằm mục đích thúc đẩy tầm nhìn và văn hóa chính trị của Kwame Nkrumah. Là một phần của triết lý này, bà quyết định đi vào chính trị tích cực ở Ghana.
bà đã tranh cử ghế cử tri Jomoro ở khu vực phía Tây Ghana và đánh bại nghị sĩ đương nhiệm, Lee Ocran của Quốc hội Dân chủ Quốc gia với đa số 6.571, giành được khoảng 50% tổng số phiếu bầu hợp lệ.
bà được bầu làm chủ tịch phụ nữ đầu tiên của Đảng Nhân dân Công ước vào ngày 10 tháng 9 năm 2011. Bà đã giành chiến thắng trong cuộc thăm dò ý kiến với 1.191 phiếu bầu, và ứng cử viên gần nhất của cô, đương nhiệm, đã bỏ phiếu 353 phiếu. Bằng chiến công này, bà trở thành người phụ nữ đầu tiên từng đứng đầu một đảng chính trị lớn ở Ghana.
Vào tháng 1 năm 2016, bà đã tranh tài cùng với ba ứng cử viên khác để trở thành người cầm cờ và ứng cử viên tổng thống cho cuộc bầu cử quốc gia năm 2016. Bà thua cuộc, đứng thứ hai sau Ivor Greenstreet.

### Cuộc bầu cử năm 2012
Vào ngày 9 tháng 12 năm 2012, Samia Nkrumah đã mất ghế quốc hội Jomoro của mình cho thí sinh NDC, Tư lệnh cánh Francis Anaman, một sĩ quan đã nghỉ hưu của Không quân Ghana.

## Sự nghiệp
Samia Nkrumah bắt đầu làm thư ký ngân hàng tại chi nhánh London của Ngân hàng Ấn Độ vào năm 1984. Sau đó, bà làm việc với Al-Ahram với tư cách là một nhà báo trong nhiều năng lực bắt đầu từ năm 1989.

## Gia đình
Samia là con thứ hai của Kwame Nkrumah, Tổng thống đầu tiên của Ghana và Fathia Nkrumah, Samia có hai anh em: Gamal Nkrumah, Sekou Nkrumah. Bà cũng có một người anh em cùng cha khác mẹ, Giáo sư Francis Nkrumah, một giảng viên và bác sĩ tư vấn nhi khoa đã nghỉ hưu. Bà kết hôn với Michele Melega, một người đàn ông Ý-Đan Mạch và họ có một con trai, Kwame Thomas Melega.